# アリゾナ記念館
アリゾナ記念館（アリゾナきねんかん、英語:USS Arizona Memorial）は、アメリカ合衆国ハワイ州オアフ島にある慰霊施設。1941年12月7日（ハワイ時間）に発生した大日本帝国海軍による真珠湾攻撃で、乗組員1177名のうち1102名が死亡し撃沈された戦艦アリゾナ及びその乗組員を追悼するとともに、真珠湾攻撃自体を記念する施設となっている。現在この施設は沈没した戦艦アリゾナの真上に建設されている。この真珠湾攻撃を引き金に太平洋戦争が開戦され日米が本格的に第二次世界大戦へと参戦した。
記念館が建設されたのは1962年で、毎年100万人以上の人々が訪れている。記念館へはボートでのみ入ることができ、アリゾナ本体とは交差するような角度で上方に建設されている。記念館と陸上との往来や真珠湾攻撃の資料展示のほか訪問客への対応は、アメリカ合衆国国立公園局によって1980年に開設されたアリゾナ記念館ビジターセンターで行われている。また、沈没したアリゾナは1989年5月5日にアメリカ合衆国国定歴史建造物に指定された。

## 記念館

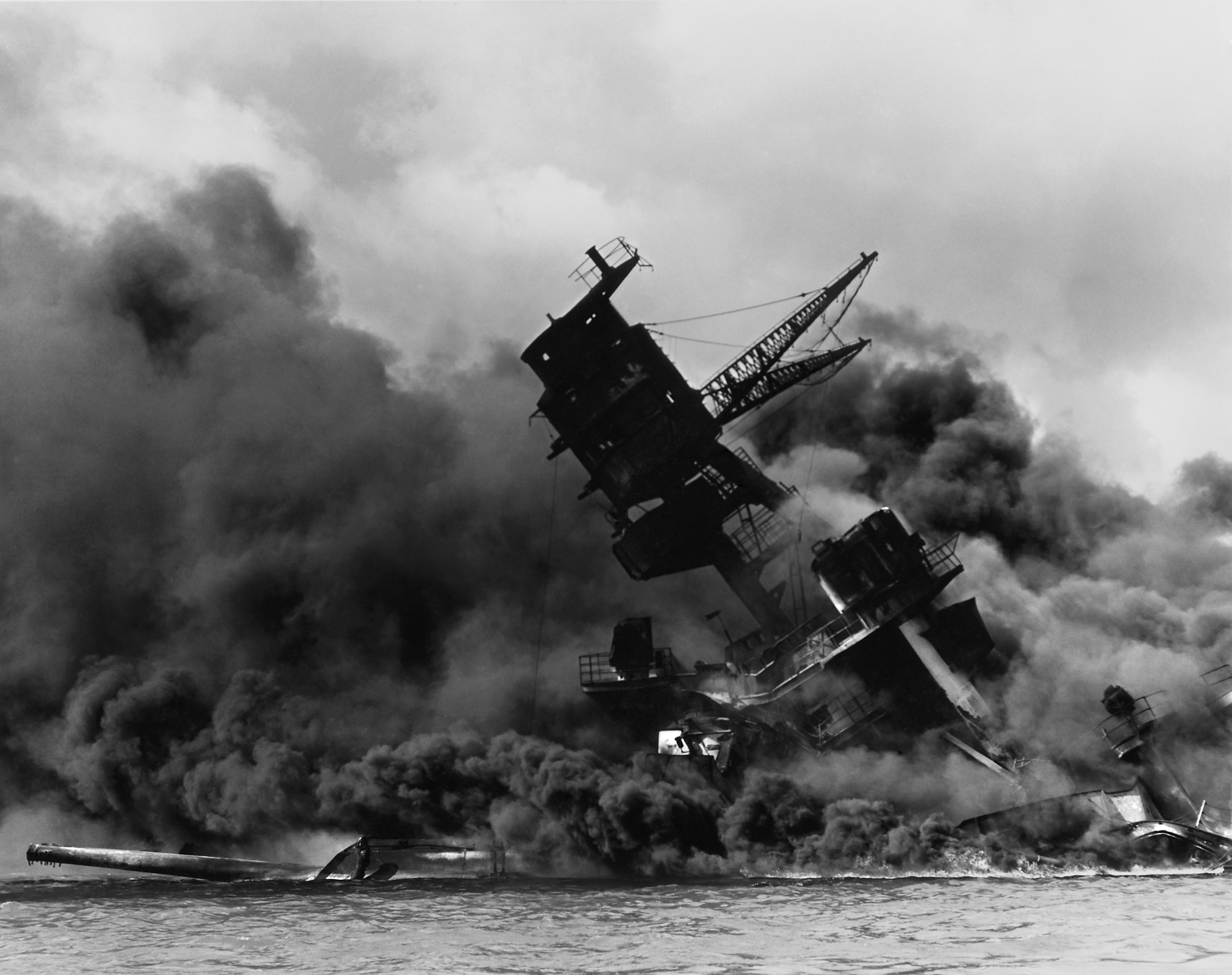
真珠湾攻撃で撃沈されるアリゾナ

### 構想と資金
第二次世界大戦の終戦後、戦艦アリゾナの遺構は上部が取り外され、水中に残された下部を保存し慰霊碑を建設するという動きがあった。1949年に太平洋戦争記念委員会（The Pacific War Memorial Commission）がハワイ州内のどこかに恒久の記念碑を建設するために設立され、アーサー・W・ラドフォード米太平洋艦隊司令長官はアリゾナに旗柱を設置し現役時代同様に旗の掲揚を行うなどの記念式典を行ったが、朝鮮戦争が開戦したためにこうした活動に資金援助を得ることは出来なかった。
1950年代においてはアリゾナをすべて廃棄処分にするとの議論がなされたものの、1958年にアイゼンハワー大統領が記念碑の建設を承諾し、50万ドルの予算が個人の寄付で賄われることになっていたが、実際には20万ドルあまりが政府からの助成金から支給されていた。この記念碑建設への寄付にはハワイ州関係者のほかに、著名なテレビ番組からや後に日系人初の上院議員となるダニエル・イノウエ、世界的に有名なミュージシャンのエルヴィス・プレスリーなども含まれていた。

### デザイン

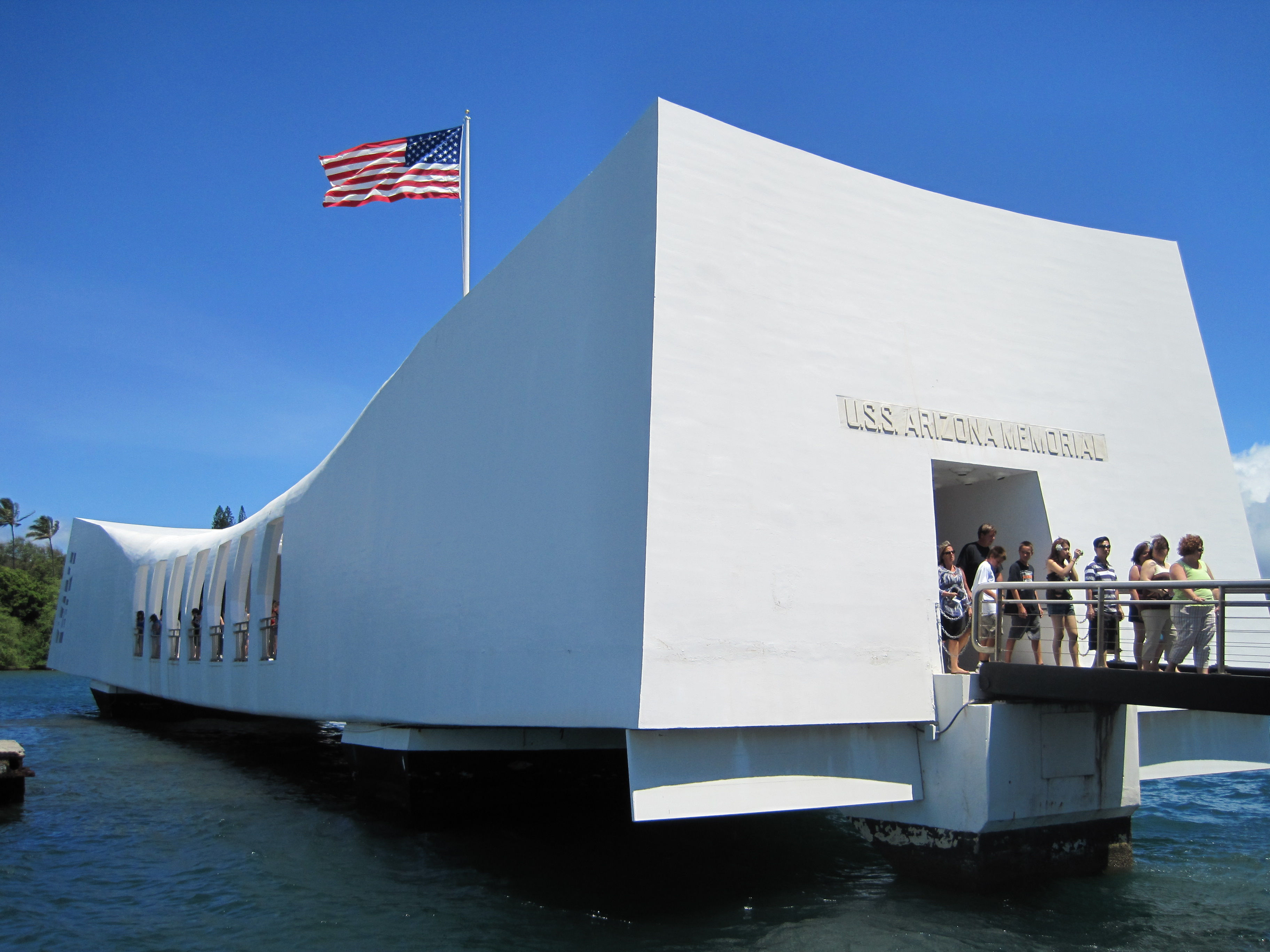
アリゾナ記念館

この記念碑のデザインはハワイ在住のオーストリア系アメリカ人建築家、アルフレッド・プライスによるものである。1939年、オーストリアがドイツに併合された際、ユダヤ系の先祖を持つプライスは妻と共にカトリック慈善団体の助けを借りてアメリカに移住する。しかしオーストリア出身ということで第五列「敵性外国人」(enemy alien) として、ホノルル沖のサンド・アイランド収容所に3か月間収容されている。アメリカ海軍は、アリゾナの上部の海面に浮く橋の形をした、200人程度を収容できる記念館の設計を要請した。
建物は長方形をしており、長さは56mである。側面から見ると両端の部分が最も高く中央部が撓んでいるが、これは開戦前の誇り高いアメリカ人、その心が攻撃によって突如折れ、そこから戦争を経て終戦後に再び持ちえた高い誇りを表している。しかし当初は批評家から「つぶれた牛乳パック」などと言われた。
この記念館についてプライスは「中央部はたしかにたるんでいるが両端はしっかりと持ち上がっており、最初の敗北と最終的な勝利を表している。大きなテーマは平静とし、心の最も奥にある悲しみは人それぞれが感じ取るものであって、あえて表現していない」と述べている。

### 詳細
アリゾナ記念館は戦没将兵追悼記念日にあたる1962年5月30日に正式に国定の慰霊碑となった。1966年10月15日にはアメリカ合衆国国家歴史登録財に登録されたが、1989年にアリゾナがアメリカ合衆国国定歴史建造物に指定されるまではアリゾナ自体とアリゾナ記念館は別個の歴史登録財となっていた。
記念館の内部はエントランス、広間、慰霊所の3つに大きくわけられる。建物中央部にある広間には両側の壁と天井にそれぞれ大きな窓が7つずつ設置されており、これは真珠湾攻撃が行われた日付を表している。この窓は合計で21つけられており、この21という数字が戦死者のための21発の礼砲を表現しているとの噂もあるが、記念館のガイドはこれが建築家の意図であったことを否定している。この広場にはアリゾナの甲板を見下ろすことが出来る穴が開いており、この穴から海中に花を投げ入れることで、戦死した乗組員たちに花を手向けることが出来る。かつてはハワイの伝統的な装飾品であるレイが投げ込まれていたこともあったが、レイに使用される紐が海洋生物に悪影響を与えるために、現在レイは戦死者の名簿の前に置かれることとなっている。

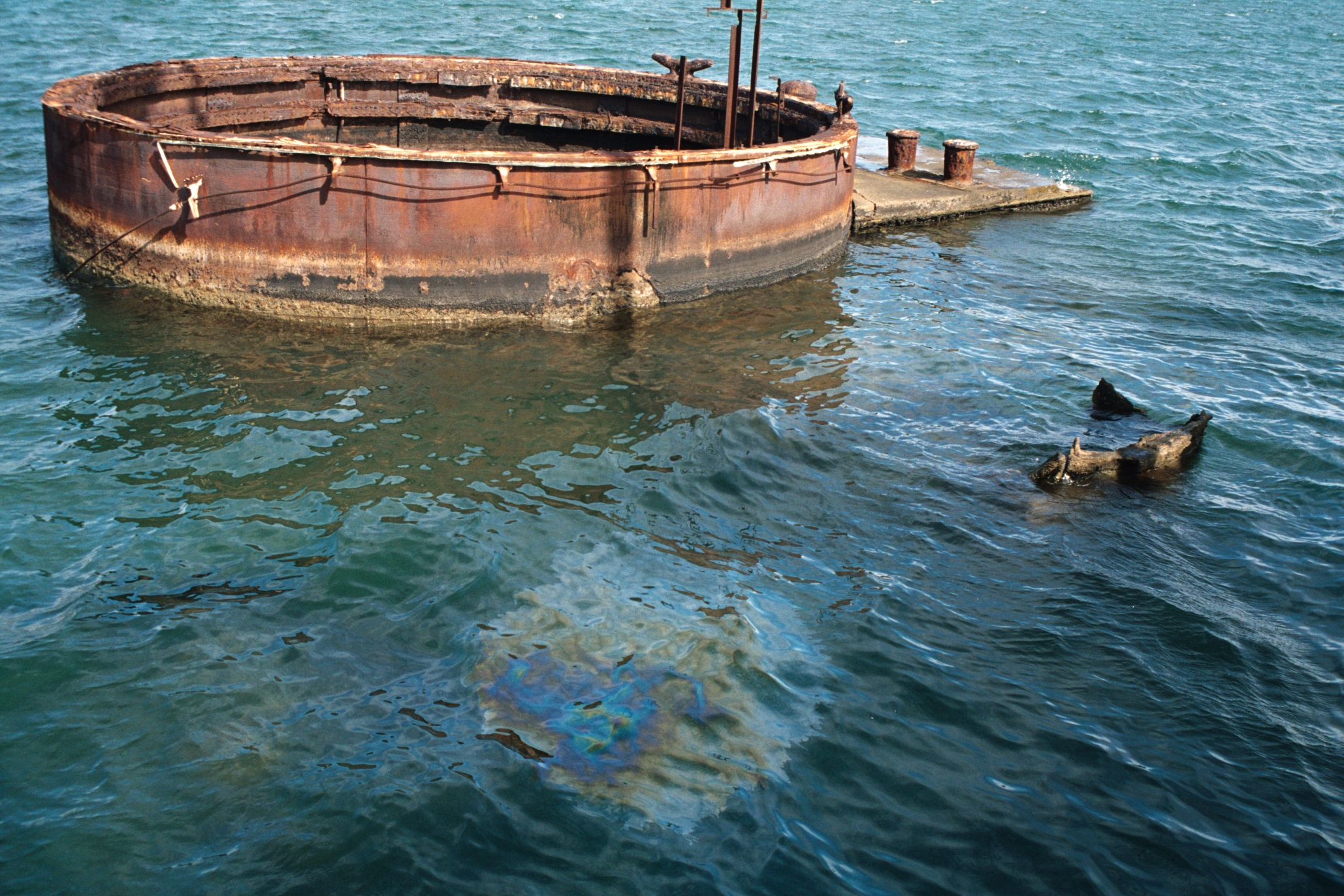
「アリゾナの涙」と呼ばれる漏れ出したオイル

記念館の一番奥は慰霊スペースとなっており、大理石の壁には真珠湾攻撃で戦死したアリゾナの乗組員全員の名前が刻まれている。壁の左側には銘板が飾られ、30余名の名前があるが、これは真珠湾攻撃で生存したアリゾナの乗組員が生前自身の意思で、もしくは死後家族の希望で遺灰をアリゾナに葬られた人々の名前である。アリゾナの乗組員で現在の存命中の人も、死後アリゾナに海軍のダイバーによって遺灰を葬られるという選択肢を選ぶことができる。
またビジターセンターの入り口にはアリゾナに取り付けられていた19,585ポンド(8,883キログラム)の3つの錨のうちの1つと、2つの鐘のうちの1つが展示されている。この3つの錨のうちのもう1つはアリゾナ州の州都フェニックスにあるボリン記念公園に、鐘のもう片方はツーソンにあるアリゾナ大学の時計塔にある。
現在でもアリゾナからはオイルが漏れだしており、海面まで上昇しているのを目視できる。このオイルは「アリゾナの涙」または「黒い涙」と言われることもある。2001年に発売されたナショナルジオグラフィックス誌では、アリゾナの隔壁の腐食により漏れ出しているオイルが真珠湾の環境悪化に大きな影響を及ぼしているとした。これに対し米海軍は今後もアリゾナのオイル流出状況や隔壁の腐食を継続的にモニタリングしていくと述べている。

## 戦艦ミズーリ

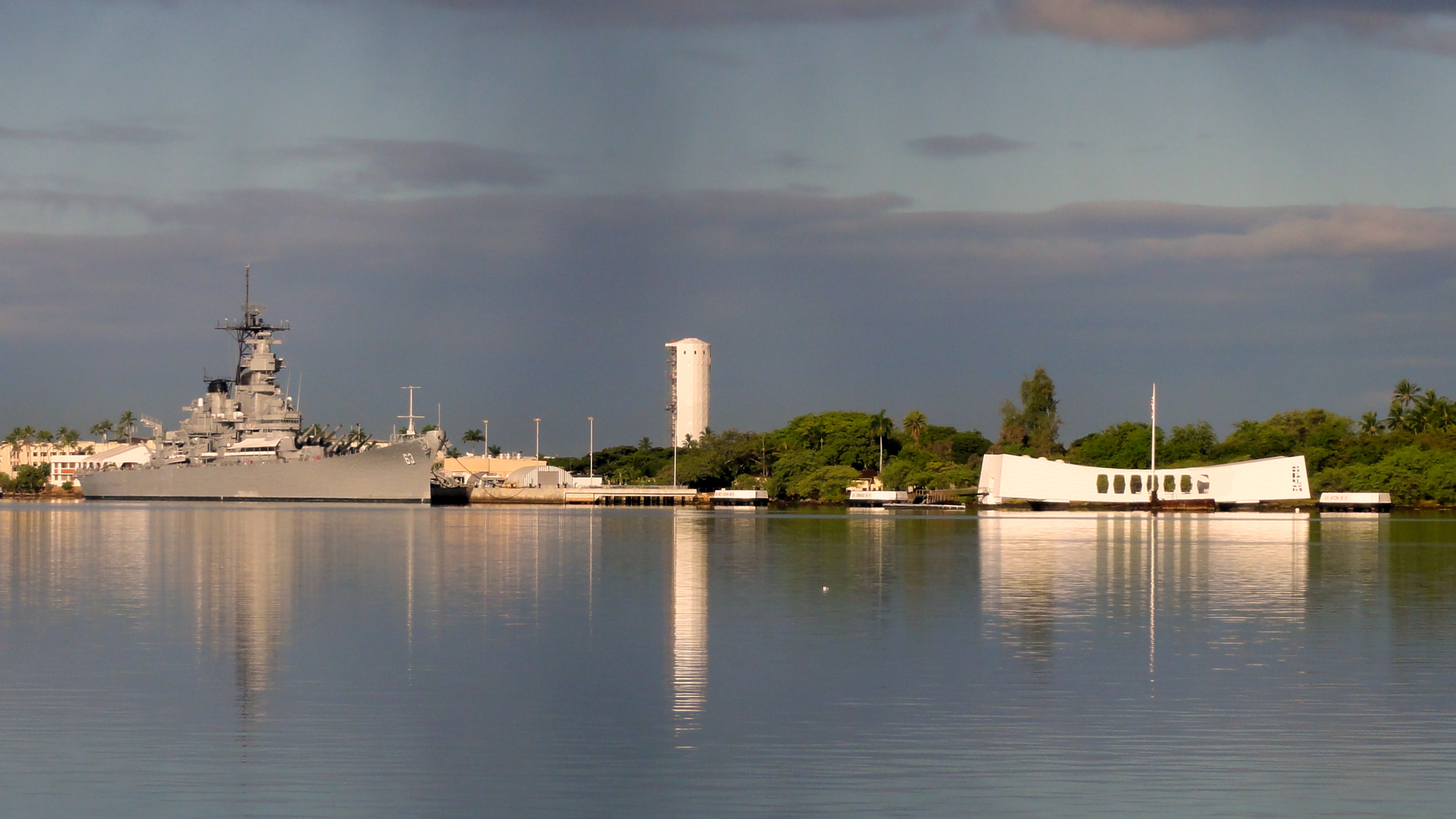
戦艦ミズーリとアリゾナ記念館

1999年、戦艦ミズーリがアメリカ西海岸から真珠湾へと移され、アリゾナ記念館と垂直になる角度（アリゾナ本体とは平行）で一般公開された。ミズーリの甲板では1945年9月2日に東京湾においてダグラス・マッカーサー陸軍元帥やチェスター・ニミッツ海軍元帥のもと大日本帝国の降伏文書調印式が執り行われており、第二次世界大戦の終焉を象徴する軍艦である。アメリカの本格的な第二次世界大戦参戦への引き金となったアリゾナと第二次世界大戦が終結を迎えたミズーリが同時に展示されていることに関しては賛否両論であり、特にアリゾナ側としては当初はミズーリの展示に対して批判的であった。
アリゾナ記念館はミズーリが記念館のすぐ横に展示されることにたいして、ミズーリがアリゾナを「覆ってしまう」として、アリゾナの存在意義に関わる問題として提起した。これに対してミズーリはアリゾナ記念館の後方に置かれ、ミズーリ艦上で行われる記念式典に際してはアリゾナ記念館、およびアリゾナ本体が見えないように配置された。また艦首がアリゾナの方向を向いているのは、ミズーリがアリゾナとそこで最期を迎えた人々を見守ることができるようにとの配慮がある。これらの処置からミズーリとアリゾナは同じ場所でお互いのアイデンティティを尊重しながら市民に戦争を伝えている。

## 訪問
アリゾナ記念館、およびアリゾナ記念館のビジターセンターの入場料は無料である。ビジターセンターでは先述の錨や鐘のほか、真珠湾攻撃に関する展示がなされており、中にあるミュージアムショップの収入が記念館の維持に貢献している。ビジターセンターから記念館へは米海軍の運航するボートでのみアクセス可能であり、ビジターセンターで番号が振られ出発時刻が記載された整理券を入手する必要がある。記念館には年間100万人以上が訪れるがボートの数は限られているため、毎日4500人までの入場制限がされており混雑する日には午前中で整理券の配布が終了してしまうこともある。ボートに乗船する前にはビジターセンターで23分のドキュメンタリー映像を見、ここでは真珠湾攻撃に関する映像が流れる。記念館自体は各自での見学となる。また、アリゾナ記念館の公式サイトでは見学方法やチケット入手についての情報が提供されている。
館内では女優のジェイミー・リー・カーティスのアナウンスにより1時間余りの音声ガイドをビジターセンターで借り利用することもできる。またビジターセンター周辺には対馬丸事件でも有名な潜水艦ボーフィンが展示されており（別の施設であり、入場も有料となる）、また戦艦ミズーリや太平洋航空博物館など数多くの見どころがあり「追悼の地」ともなっている。またバスに乗ればフォード島にもいくことができる。
アリゾナ記念館にはフランクリン・ルーズベルト大統領以降、すべての大統領がこの地を訪問している。

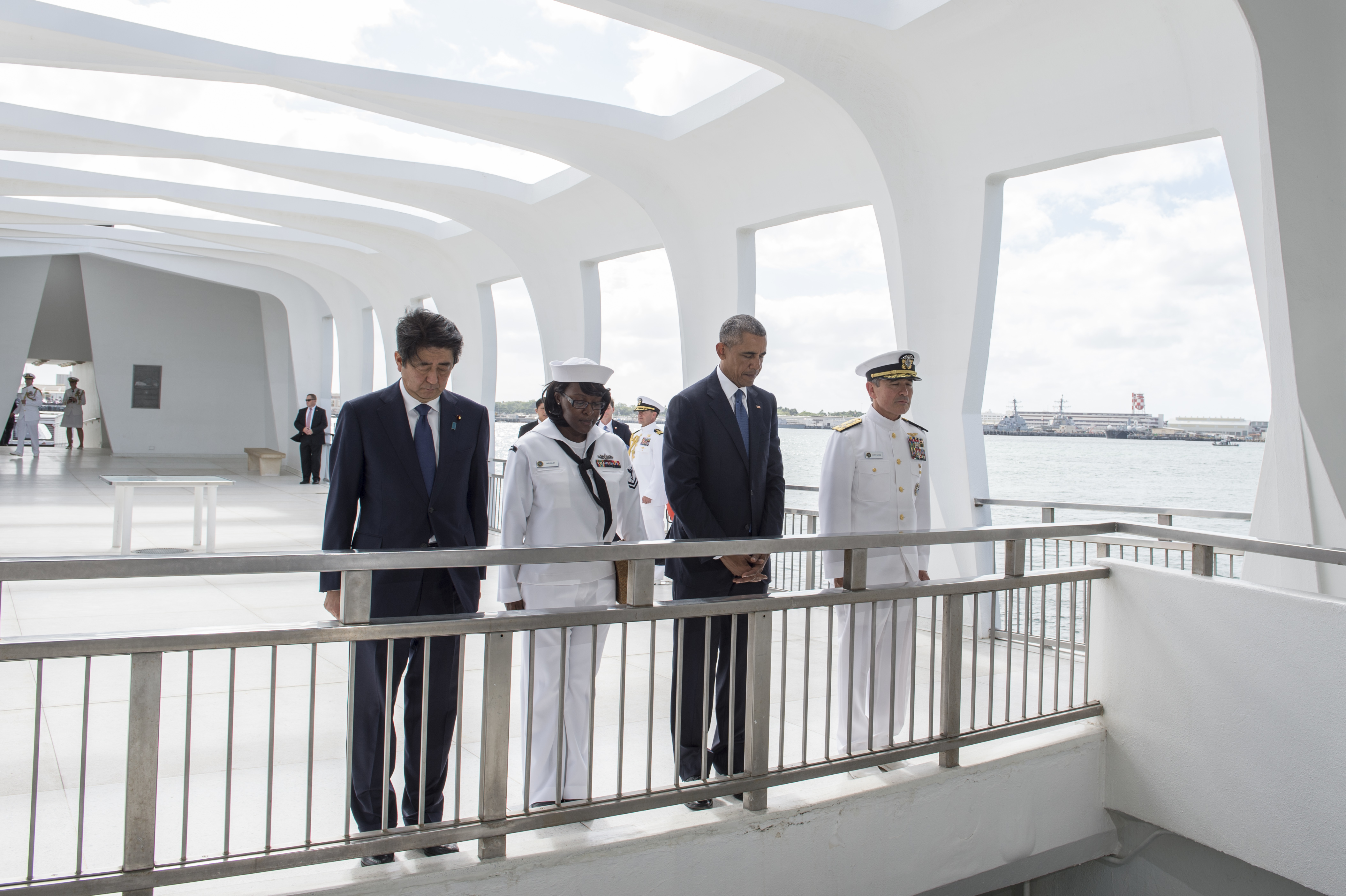
アリゾナ記念館で黙祷を捧げるバラク・オバマ大統領と安倍晋三首相、2016年12月27日

2016年12月27日、オバマ大統領との最後の日米首脳会談を終えた安倍晋三首相がアリゾナ記念館を訪問し「激しい戦争を戦った日本と米国は、歴史にまれな、深く、強く結ばれた同盟国となった」と強調。両国を結び付けたのは「寛容の心がもたらした和解の力」と訴えた。

## 栄誉

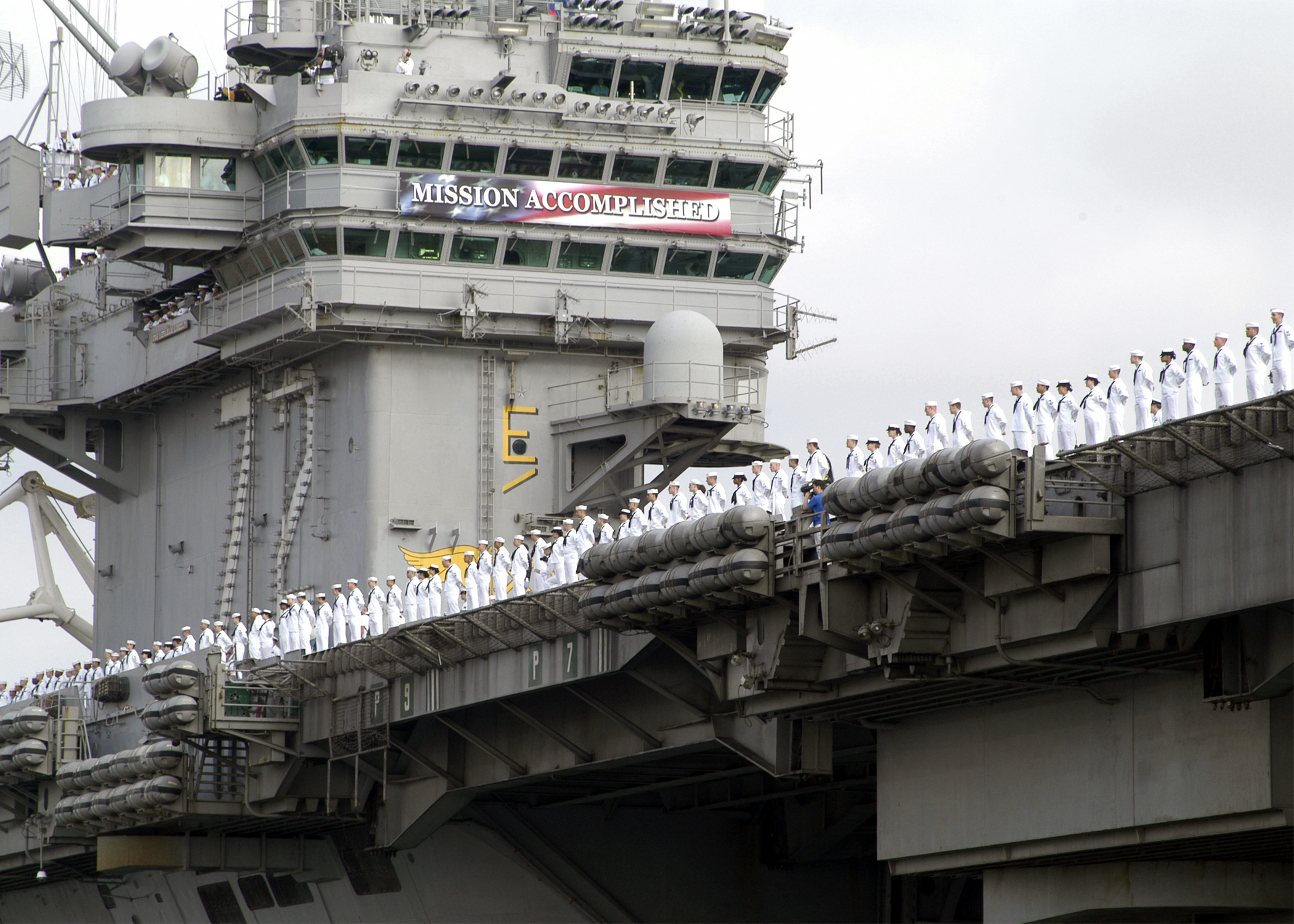
「Manning the rail」

米海軍、アメリカ沿岸警備隊、およびアメリカ商船は真珠湾に入る際、アリゾナに敬意を表するため登舷礼（Manning the rail）を行う伝統がある。乗組員は甲板の縁に並び、アリゾナに向かい正装の上に敬礼をして、船はゆっくりと入湾する。近年ではアメリカ船に限らず外国船でもアリゾナに敬意を表すために「Manning the rail」を行う船もあり、海上自衛隊の船も真珠湾を通過する際は敬礼を行っている。

## 立ち入り中止
2018年5月、アリゾナ記念館で行なわれている修復作業が延滞しており、記念館への立ち入りが今後しばらくの間できない見通しと報道された。記念館で構造的なダメージが確認されたことに伴い、5月6日より海上にある記念館への上陸が禁止となっていたものの、今回、暫定的な修復工事終了直後にさらに深刻な構造上の問題が確認され、当面、一般の人の記念館上陸を禁止し、修復工事が行われる予定となっている。